# Hôtel de ville d'Yverdon-les-Bains
L'hôtel de ville d'Yverdon-les-Bains héberge, depuis le XIXe siècle, les institutions municipales de la commune vaudoise de Yverdon-les-Bains, en Suisse.

## Histoire
Le bâtiment de l'hôtel de ville a été dessiné par l'architecte Burnand de Moudon et construit, tout comme le temple et le logis de l'Aigle royal avec qui il forme un ensemble architectural, dans la seconde moitié du XVIIIe siècle. De 1980 à 2013 ce dernier est devenu la Galerie de l’Hôtel de Ville (dirigée par Bernardette Pilloud) programmant cinq expositions par année, soit plus de 1 500 artistes ayant exposé des peintures, sculptures, gravures, et céramiques. Depuis le 1er juin 2013, la Galerie de l’Hôtel de Ville a laissé sa place au Centre d’art contemporain (CACY - Centre d’art contemporain d’Yverdon-les-Bains), premier du genre dans le Canton de Vaud, monté sur l’initiative de Karine Tissot et offrant une vitrine à tous les arts pratiqués au XXIe siècle. Par son architecture particulière caractérisée par ses plafonds voûtés et sa pierre de Hauterive, il détonne dans le paysage post-industriel des espaces d’art contemporain. Classé bien culturel suisse d'importance nationale, il est un écrin tout à fait exceptionnel pour les artistes contemporain-e-s amené-e-s à exposer dans ce lieu.
L'hôtel de ville a, pendant une courte période, accueilli la bibliothèque qui a ensuite été déplacée au château.